# Aeroporto Internacional de Djibuti-Ambouli
O Aeroporto Internacional de Djibuti-Ambouli (em francês: Aéroport international Ambouli, em árabe: مطار جيبوتي الدولي) é um aeroporto internacional localizado na cidade de Ambouli e que serve principalmente a cidade de Djibuti, no país de mesmo nome. O aeroporto foi inaugurado em 1948, passando a ser internacional em 1970, é o principal hub da Air Djibouti.
Devido a localização estratégica do país, o aeroporto é composto por uma base militar utilizada pelas Forças Armadas da França, a Força Aérea dos Estados Unidos, as Forças de Autodefesa do Japão e Força Aérea Italiana.